# Куп Мађарске у фудбалу 1994/95.
Куп Мађарске у фудбалу 1994/95. (мађ. 1994–1995-оs magyar labdarúgókupa) је било 55. издање серије, на којој је екипа ФК Ференцвароша тријумфовала по 18. пут.

## Четвртфинале[3]
Четвртфиналне утакмице су игране по систему једна утакмица код куће а друга у гостима. 
| Тим #1            | Резултат                     | Тим #2         |
| ----------------- | ---------------------------- | -------------- |
| 1995.             |                              |                |
| Печуј ПМШК Фордан | 6 : 4 (3 : 2, 3 : 2)         | Штадлер        |
| 1995.             |                              |                |
| Вац Самсунг       | 3 : 2 (1 : 1, 2 : 1)         | Бекешчаба ЕФК  |
| 1995.             |                              |                |
| Кишпешт ХФК       | 3 : 2 (2 : 0, 1 : 2 п.с.н. ) | УТЕ Новабау    |
| 1995.             |                              |                |
| БВПК Дрехер       | 1 : 2 (4 : 2, 0 : 3)         | ФК Ференцварош |

## Полуфинале
Полуфиналне утакмице су игране по систему једна утакмица код куће а друга у гостима.
| Тим #1      | Резултат              | Тим #2            |
| ----------- | --------------------- | ----------------- |
| 1995.       |                       |                   |
| Вац Самсунг | 2 : 0 (2 : 0, 0 : 0 ) | Печуј ПМШК Фордан |
| 1995.       |                       |                   |
| Кишпешт ХФК | 2 : 4 (1 : 1, 1 : 3)  | ФК Ференцварош    |

## Финале
Финалне утакмице су игране по систему једна утакмица код куће а друга у гостима.
| ФК Ференцварош               | 2 : 0    | Вац Самсунг |
| ---------------------------- | -------- | ----------- |
| Жолт Нађ 60’ · Ласло Чех 87’ | Извештај |             |

| Вац Самсунг                         | 3 : 4    | ФК Ференцварош                              |
| ----------------------------------- | -------- | ------------------------------------------- |
| Јожеф Њикош 11’ · Петер Виг 16’ 38’ | Извештај | Петер Липчеји 39’ 60’ 72’ · Јожеф Келер 75’ |